# Pittsburgh (Schiff, 1944)
| Pittsburgh (CA-72)   |                                                                  |
| Dienstzeit           | USN Jack                                                         |
| Geordert:            |                                                                  |
| Kiellegung:          | 3. Februar 1943                                                  |
| Stapellauf:          | 2. Februar 1944                                                  |
| Indienststellung:    | 10. Oktober 1944                                                 |
| Außerdienststellung: | 28. August 1956                                                  |
| Gestrichen:          | 1. Juli 1973                                                     |
| Schicksal:           | Zerlegt                                                          |
| Technische Daten     |                                                                  |
| Verdrängung:         | 17.031 ts                                                        |
| Länge:               | 205,3 Meter                                                      |
| Breite:              | 21,6 Meter                                                       |
| Tiefgang:            | 7,3 Meter                                                        |
| Antrieb:             | 4 Propeller, über 4 Dampfturbinen angetrieben; 120.000 Wellen-PS |
| Besatzung:           | circa 1500                                                       |

Die USS Pittsburgh (CA-72) war ein Schwerer Kreuzer der United States Navy und gehörte der Baltimore-Klasse an.

## Geschichte

### Zweiter Weltkrieg
Die Pittsburgh wurde 1943 bei der Fore River Shipyard auf Kiel gelegt und lief ein Jahr später vom Stapel. Am 10. Oktober 1944 folgte die offizielle Indienststellung.
Von Boston aus führte die Pittsburgh bis zum Ende des Jahres Erprobungsfahrten durch, am 13. Januar 1945 verließ sie Boston mit Ziel Pazifik. Im Februar wurde sie der Task Group 58.2 um den Träger Lexington zugewiesen und gab diesem Geleitschutz, während seine Flugzeuge Luftangriffe auf Flugplätze nahe Tokio flogen. Im März folgten Angriffe auf Einrichtungen in Kyūshū. Als am 19. März der Träger Franklin nach Bombentreffern in Flammen stand, dampfte die Pittsburgh mit voller Kraft zum Ort des Geschehens und rettete erst 34 Männer aus dem Wasser, bevor sie den Träger im Schlepp nahm und so lange schleppte, bis dieser wieder die eigenen Maschinen zum Laufen gebracht hatte. Bis in den Mai hinein folgten Operationen zur Unterstützung der Schlacht um Okinawa.

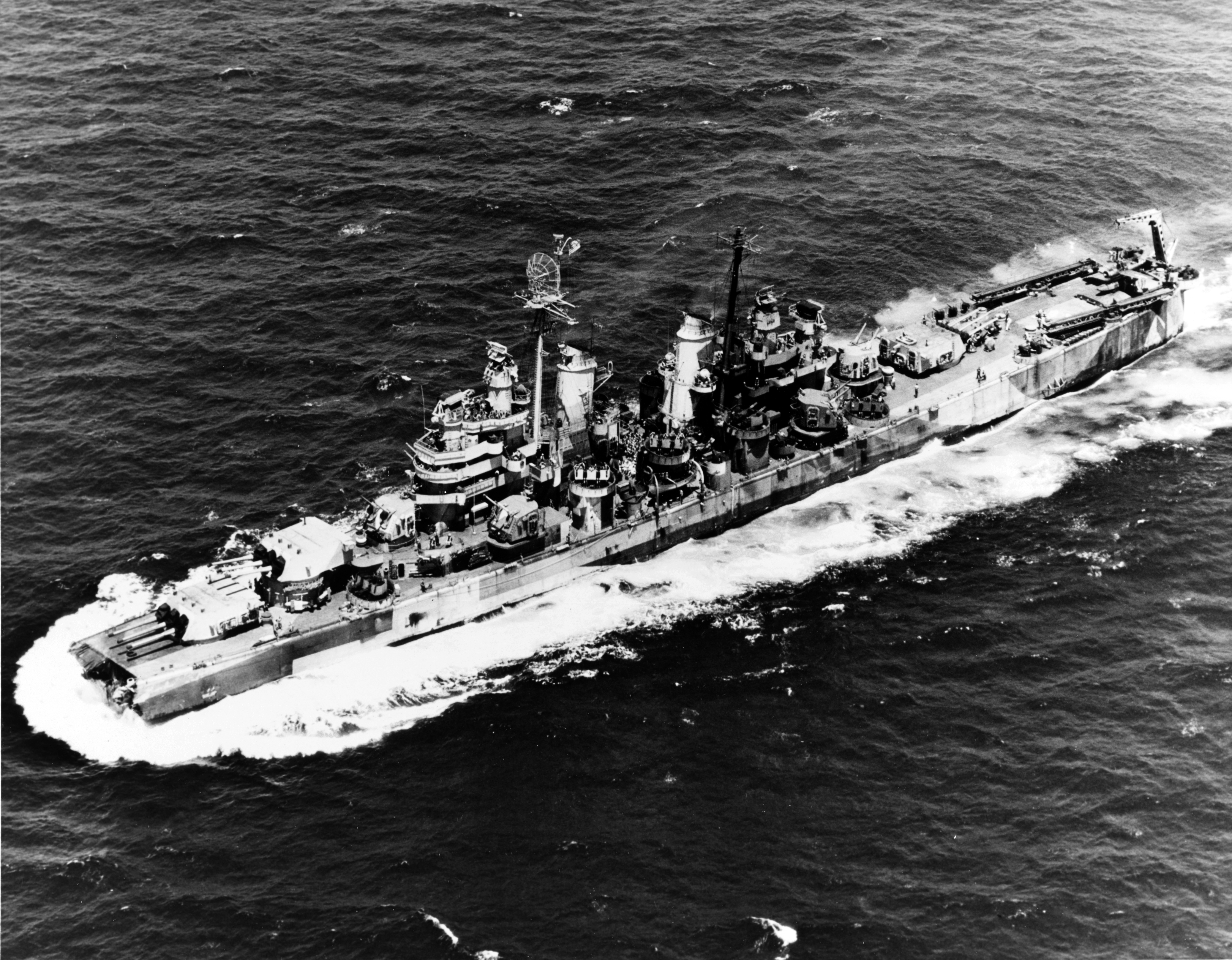
Pittsburgh mit abgerissenem Bug

Am 4. Juni 1945 geriet die Pittsburgh in einen starken Taifun. Darin löste sich bei 21 Meter hohen Wellen plötzlich der gesamte Bug ab, es gab aber keine Opfer. Mit offenem Vorschiff musste das Schiff nun einerseits den Sturm abwettern und andererseits vermeiden, das abgerissene Bugteil zu rammen und das Schiff so weiter zu beschädigen. Das Vorschiff wurde aus den Wellen gehalten, während die vorderen Rumpfspanten abgestützt wurden. Nach sieben Stunden ließ der Sturm nach und die Pittsburgh kroch mit sechs Knoten nach Apra Harbor auf Guam, wo eine Notreparatur vorgenommen wurde, mit der sie den restlichen Pazifik durchquerte und in der Puget Sound Naval Shipyard eine Komplettreparatur erhielt. Der Schlepper USS Munsee (ATF-107) barg später das alte Bugteil und brachte es nach Guam, aber die Pittsburgh war bereits auf dem Weg zur amerikanischen Westküste. Der Verlust des Bugs brachte der USS Pittsburgh den Spitznamen „das längste Schiff der Welt“ ein, da zwischen dem Bug und dem Rest des Schiffes mehrere tausend Seemeilen lagen.
Am 7. März 1947 wurde das Schiff erstmals außer Dienst gestellt und am 25. September 1951 erfolgte eine erneute Indienststellung.

## Koreakrieg
1951 wurde die Pittsburgh reaktiviert, um die im Koreakrieg stark involvierte Flotte wieder zu verstärken. Zuerst jedoch fanden bis 1953 zwei Fahrten ins Mittelmeer statt. Dann folgte eine Überholung und 1954 eine weitere Fahrt im Mittelmeer. Im Herbst wurde sie in den Pazifik verlegt. Im November erreichte sie Yokosuka, von wo aus sie an Übungen teilnahm und schließlich die Evakuierung der Nationalchinesen von den Dachen-Inseln begleitete. Am 28. August 1956 wurde sie der Reserveflotte zugeteilt, in der sie bis 1973 verblieb und dann verkauft und zerlegt wurde.